# المزاجية
المزاجية (بالإنجليزية: The Temperamentals)‏ هي مسرحية كُتبت في ٢٠٠٩ بواسطة Jon Marans.إنها تؤرخ تأسيس مجتمع ماتشين، أول منظمة مستدامة لحقوق المثليين الجنس في الولايات المتحدة الأمريكية، وتؤرخ أيضاً علاقة الحب لأثنين من أعضائها المؤسسين Harry Hay (Thomas Ryan) و Rudi Gernreich (Michael Urie). العنوان مأخوذ من القرن العشرين مُستخدم بكلمة «المزاجيون» كلغة عامية لمُثليّ الجنس، بعد العرض الأول في مسرح ستوديو بارو جروب في نيسان من العام ٢٠٠٩، بدأت المسرحية في معاينات off-Broadway في مسارح العالم الجديد في ١٨ من شباط من العام ٢٠١٠ وعرضه في ٢٨ من شباط. أعلن المنتجون دارل روث وستاتشي شان أن مسرحية المزاجيون سوف تُغلق في ٣٠ آيار. بدأنا رحلتنا الرائعة في نيسان من العام ٢٠٠٩ ومتشكرين جداً للجوائز، وأوسمة الشرف، الترشيحات، الإعتراف بأننا تلقينا وأننا نستقبل نهاية هذا الموسم المسرحي.رنحن نود أن نغادر بمرتبة عالية.

## إستقبال المراجعات
أعطت صحيفة The New York Times المزاجيون مراجعة جيدة، واصفاً إياها «دراما وثائقية محبوبة بشكل بارز».
حصل المزاجيون على جائزة ديسك للدراما لأفضل فرقة المدلى بهم. مايكل أوري الذي نشأ بدور رودي جيرنريتش حصل على جائزة Lucille Lortel للممثل الرئيسي المتميز.

## روابط خارجية
- الموقع الرسمي

- The Temperamentals at the Internet Off-Broadway Database